# Harbonnières
Harbonnières (picardisch: Harbounière) ist eine nordfranzösische Gemeinde mit 1640 Einwohnern (Stand 1. Januar 2022) im Département Somme in der Region Hauts-de-France. Die Gemeinde liegt im Arrondissement Péronne, gehört zum Kanton Moreuil und ist Teil der Communauté de communes Terre de Picardie.

## Geographie
Die Gemeinde liegt in der landwirtschaftlich geprägten Landschaft Santerre rund fünf Kilometer nordwestlich von Rosières-en-Santerre an der Kreuzung der Départementsstraßen 41 und 337. Das Gemeindegebiet wird von der Autoroute A29 und der Bahnstrecke Amiens-Laon durchzogen und berührt im Norden die Departementsstraße 1029 (frühere Route nationale 29). An dieser liegt in der Nähe der Ferme d’en Haut ein britischer Soldatenfriedhof. Im Westen der Gemeinde befindet sich eine Chemiefabrik.

## Geschichte
Funde belegen eine gallo-romanische Besiedlung. Der Ort wurde vor dem 12. Jahrhundert zur Pfarrei erhoben. Er besaß im 12. Jahrhundert ein Leprosenhaus und ein Spital. Seit dem Mittelalter wurden zwei Jahrmärkte abgehalten. 1888 wurde in der Ortsmitte ein weiteres Hospital errichtet; dieses wurde im April 1918 während der deutschen Frühjahrsoffensive 1918 zerstört.
Im Ersten Weltkrieg wechselte die Herrschaft über den Ort mehrfach. Am 8. August 1918 (erster Tag der Schlacht bei Amiens und schwarzer Tag des deutschen Heeres) brachen kanadische und australische Soldaten auf einer Breite von über 20 Kilometern in die deutschen Frontlinien ein; die australische 5. Division unter General Hobbs wurde an die Front gezogen und eroberte Harbonnières.
Harbonnières erhielt im November 1920 die Auszeichnung Croix de guerre 1814–1918.
Das Hospital wurde 1927 wiederaufgebaut und 1950 in ein Behindertenheim umgewandelt.

## Einwohner
| 1962 | 1968 | 1975 | 1982 | 1990 | 1999 | 2006 | 2010 |
| ---- | ---- | ---- | ---- | ---- | ---- | ---- | ---- |
| 1405 | 1426 | 1559 | 1371 | 1286 | 1305 | 1441 | 1470 |

## Verwaltung
Bürgermeister (maire) ist seit 2006 Régis Ventelon.

## Sehenswürdigkeiten

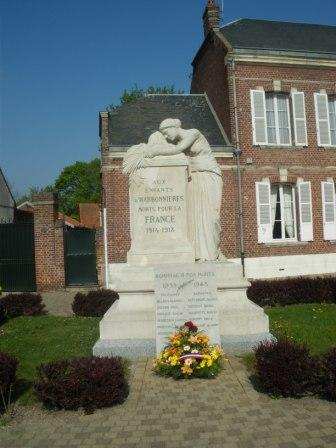
Kriegerdenkmal

- Die auch unter der Bezeichnung „Kleine Kathedrale des Santerre“ bekannte, 1104 gegründete und in der ersten Hälfte des 16. Jahrhunderts hergestellte Kirche Saint-Martin, seit 1906 als Monument historique klassifiziert (Base Mérimée PA00116175).
- Friedhofskapelle
- Kriegerdenkmal
- Der Soldatenfriedhof mit 1860 Bestattungen aus dem britischen Empire.
- Fabrikbauten aus dem Jahr 1921.